# Церковь Святой Троицы (Подградье)
Церковь Святой Троицы (словац. Kostol Najsvätejšej Trojice) — римский католический костёл в словацком городе Братислава. Одно из старейших зданий города, построенное в 1738 году. Является памятником архитектуры и культурным наследием города Братислава.

## История
Небольшая церковь начала XVIII века — одно из немногих построек бывшего Подградского поселения Цукермандель, которая чудом уцелела в 1960-е годы. До настоящего времени здание используется для литургических целей, является филиалом прихода Святого Мартина.
В середине XIII века на южном склоне замкового холма были основаны два отдельных поселения-одиночки — на восточной стороне поселение вытесненных из Выдрицы, а на западной — поселение, которое назвали Цукермандель. Вскоре оба поселения превратились в микрорайоны. Их населяли в основном более бедные слои населения — рыбаки, лодочники, купцы, ремесленники. Основу Выдрицы образовали две улицы Велька и Мала Выдрица. Цукермандель простирался от Водонапорной башни до старого еврейского кладбища. Фактически, это поселение состояло только из одной улицы, сегодня это улица Жижкова.
На восточном конце современной улицы Жижкова в 1713 году была возведена деревянная часовня. Она была построена как обет эпидемии чумы, которая в этой части города завершилась в том же году. Однако через двадцать лет на этом месте начали строить новую кирпичную церковь и приходской приход. Строительство церкви началось в 1734 году, а четыре года спустя, 18 мая 1738 года, состоялось её освящение. Первый камень в фундамент, заложенный 15 апреля 1734 года, освятил викарий епископ Юзеф Береньи. Новая церковь достойно вписалавь в архитектуру посёлка.
По мнению венгерского искусствоведа Пала Войта, авторство проекта этого здания принадлежит австрийскому архитектору эпохи барокко Францу Антону Пильграму.

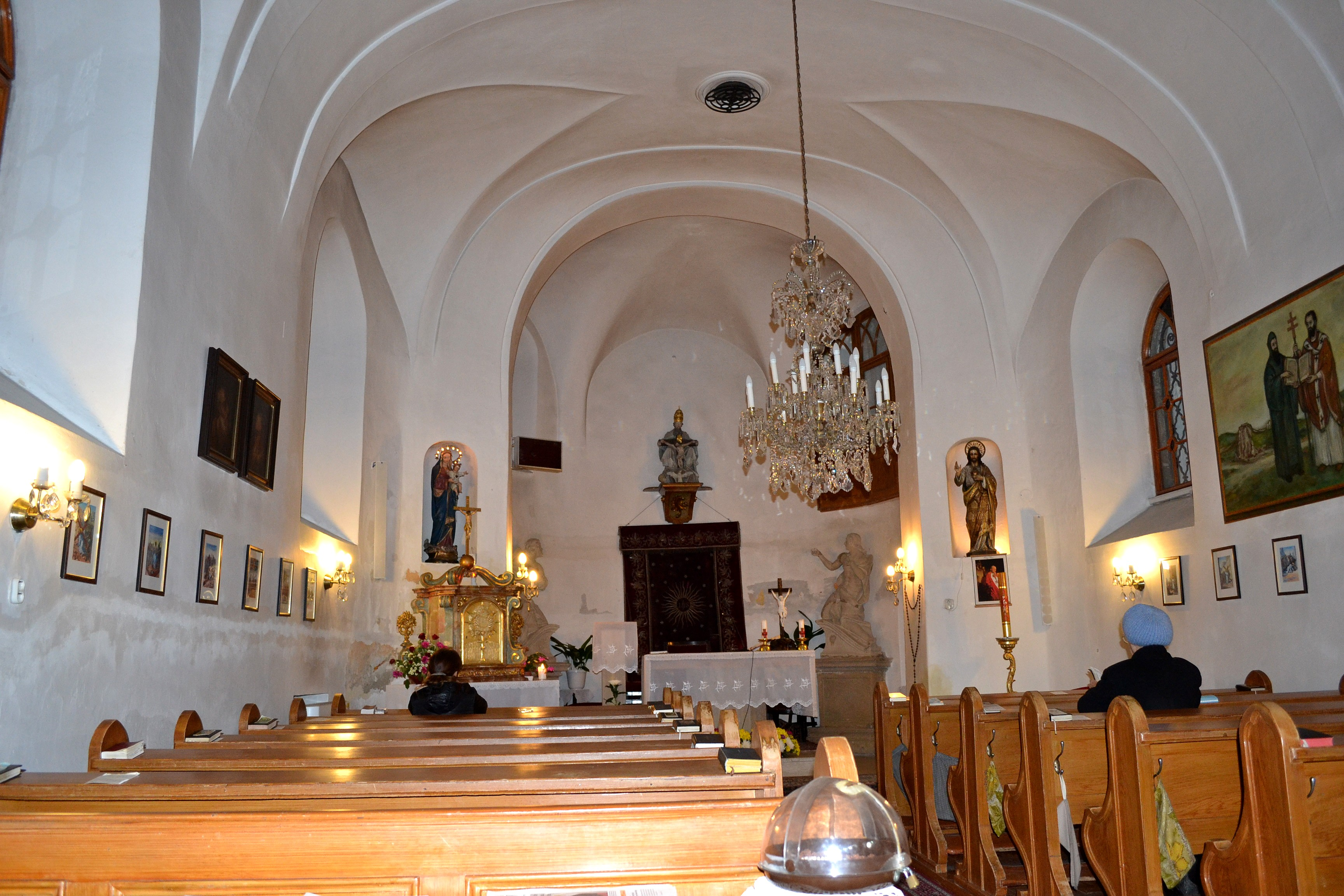
Внутреннее убранство церкви

## Архитектура
Планировка церкви Святой Троицы сохраняет традиционную христианскую схему — ориентацию восток-запад. Одноэтажное крыло приходского корпуса, построенного в XIX веке на месте ризницы первого этажа, примыкает к алтарю церкви под прямым углом с юга. Пространство, ограниченное обоими крыльями здания, представляет собой двор, окруженный невысокой стеной с черепичной крышей. Снаружи в него можно попасть через ворота, окаймленные с обеих сторон невысокими постаментами со статуями Святого Иоанна Непомуцкого и Святого Флориана. Во дворе установлен каменный крест. Южный фасад дома священника завершается массивным фронтоном с завитками, над которым строители поместили кедровые шишки на небольших постаментах. На южной стене в 1908 году, по случаю двадцатилетия со дня смерти бывшего местного священника Кароля Шерца, братиславским скульптором Алойзом Ригеле была установлена мемориальная бронзовая доска, посвященная этому популярному священнику и великому филантропу.
Простое здание церкви выделяет западный фасад с главным входом. Завершает здание квадратная башенка с колокольней, укомплектованная часами со всех сторон. Фасад по бокам от главного входа содержит две ниши, в которых помещены статуи святого Николая, покровителя моряков, и святого Флориана, покровителя пожарных. В нише тимпана находится небольшая скульптура распятия. Фасад церкви разбит по всему периметру на большие вертикальные поля пилястр с простыми головками.
Внутреннее убранство церкви выполнено в строгом стиле. Оно состоит из однонефного помещения, небольшого пресвитерия.
Внутреннее оснащение скромное. В пресвитерии находится главный алтарь, который состоит только из престола и скульптуры Святой Троицы, помещенной на стене позади него. По бокам алтарного стола стоят каменные статуи двух покровителей, защитников от чумы — Святого Роха и Святого Себастьяна. Они выполнены мастером Георгом Рафаэлем Доннером. В нишах триумфальной арки размещены статуи Девы Марии (слева) и Иисуса Христа (справа).
Среди других предметов интерьера — мраморный баптистерий, скиния с отверстиями, украшенная чудовищным мотивом, и картина на южной стене, изображающая славянских герольдов — святых Кирилла и Мефодия.
На боковых стенах висят два больших красных флага, подаренных церкви двумя ассоциациями — рыбаками с изображение Девы Марии и моряками с изображением их святого покровителя Николая и Святой Троицы.